# Marc Leclerc
Marc Leclerc (* 9. Januar 1933 in Saint-Grégoire de Montmorency, Kanada; † 3. Januar 2005) war Weihbischof in Québec.

## Leben
Marc Leclerc empfing am 31. Mai 1958 das Sakrament der Priesterweihe für das Erzbistum Québec.
Am 27. Juli 1982 ernannte ihn Papst Johannes Paul II. zum Titularbischof von Eguga und zum Weihbischof in Québec. Der Erzbischof von Québec, Louis-Albert Vachon, spendete ihm am 22. Oktober desselben Jahres die Bischofsweihe; Mitkonsekratoren waren die Weihbischöfe in Québec, Lionel Audet und Jean-Paul Labrie.
Marc Leclerc wurde 1985 zum Member des Order of Canada ernannt. Er trat am 30. Juni 1998 als Weihbischof in Québec zurück. Marc Leclerc starb sechs Tage vor seinem 72. Geburtstag.